# 福島ジャンクション料金所
福島ジャンクション料金所（ふくしまジャンクションりょうきんじょ）は、東北中央自動車道上の福島JCTと福島大笹生ICの間に設置されている本線料金所である。
当料金所から米沢北ICまでの区間は国土交通省が管轄する新直轄区間（無料区間）であり、ほかのICから当料金所までの料金の収受はこの料金所で行う。また、福島JCTから当料金所間は本線でないため本線上にあるようなキロポストは設置されておらず、当料金所を起点に50KPから設置されている。

## 歴史
- 2016年（平成28年）9月11日 : 福島JCT - 福島大笹生IC間の開通に伴い供用開始[1]。

## 料金所
- ブース数：4

### 山形JCT方面
- ブース数：2

2ブースともETC専用および一般またはETC・一般の可変式ブース

### 福島JCT方面
- ブース数：2

2ブースともETC専用および一般またはETC・一般の可変式ブース

## 隣
E13 東北中央自動車道
(21-1) 福島JCT - 福島JCT料金所 - (7) 福島大笹生IC